# Crottin de Chavignol
Pour les articles homonymes, voir Crottin.
Le crottin de Chavignol est un fromage de chèvre français originaire du village berrichon de Chavignol situé dans le département du Cher, la région Centre-Val de Loire et la région naturelle du Sancerrois.
Il bénéficie d'une appellation d'origine contrôlée (AOC) depuis 1976 et de l'appellation d'origine protégée (AOP) depuis 1996. Le Syndicat du crottin de Chavignol est une association à laquelle adhèrent les éleveurs et fromagers de l'AOP.
Sa meilleure période de consommation s'étend d'avril à novembre.

## Dénomination
Le fromage tire son nom du village de Chavignol fusionné à la commune de Sancerre entre 1790 et 1794.
« Crottin » est le mot utilisé pour désigner les déjections des équidés, mais le fromage tirerait son nom du terme berrichon « crot » qui signifie « trou ». Les crots désignaient les lieux situés au bord des rivières où le linge était lavé. La terre argileuse qui constituait ces rives était utilisée pour confectionner des lampes à huile puis des moules à fromages pour l’égouttage du caillé.

## Histoire
L'élevage de chèvre dans la région du Sancerrois est une tradition qui semble remonter au XVIe siècle.
La mention « crottin de Chavignol » est retrouvée dans l'ouvrage Statistiques du Cher daté de 1829.
À la fin du XIXe siècle, l'épidémie de phylloxéra dévastant les vignes, une part importante des parcelles est recyclée dans l'élevage de chèvres dans le Sancerrois, le Giennois et une partie de la Sologne.
Les premiers affineurs collectant le fromage dans les fermes se mettent en place au début du XXe siècle.
Le crottin de Chavignol obtient l'AOC par le décret du 13 février 1976 paru au Journal officiel de la République française (JORF) le 24 février 1976 modifié par le décret du 29 décembre 1986 paru au JORF le 1er janvier 1987.
Le fromage obtient l'AOP en 1996.
Le décret de 1986 portant sur l'AOC est modifié par le décret du 30 mars 2007 paru au JORF le 31 mars 2007.
L'arrêté paru au JORF le 16 février 2008 et portant homologation du règlement technique d'application de l'AOC « Crottin de Chavignol » ou « Chavignol » est adopté le 1er février 2008.
Règlement d'exécution (UE) no 928/2014 de la Commission européenne paru le 24 août 2014, remplace et annule la version du cahier des charges associé au décret du 30 mars 2007 relatif à l'appellation d'origine « Crottin de Chavignol » ou « Chavignol ».

## Géographie
La zone d’appellation du crottin de Chavignol couvre une superficie de 550 000 hectares répartis sur le territoire de trois départements et 214 communes des régions Centre et Bourgogne. Le département du Cher constitue sa superficie la plus importante, et dans une moindre mesure, les départements de la Nièvre et du Loiret.
| \| Chavignol \| | - Cher (171 communes) : Achères, Les Aix-d'Angillon, Allogny, Allouis, Annoix, Arçay, Argent-sur-Sauldre, Argenvières, Assigny, Aubigny-sur-Nère, Aubinges, Avord, Azy, Bannay, Barlieu, Baugy, Beffes, Belleville-sur-Loire, Bengy-sur-Craon, Berry-Bouy, Blancafort, Blet, Boulleret, Bourges, Brécy, Bué, Bussy, Cerbois, La Chapelle-d'Angillon, La Chapelle-Montlinard, La Chapelle-Saint-Ursin, La Chapelotte, Charentonnay, Charly, Chassy, Chaumoux-Marcilly, Civray, Concressault, Cornusse, Corquoy, Couargues, Couy, Crézancy-en-Sancerre, Croisy, Crosses, Dampierre-en-Crot, Ennordres, Étréchy, Farges-en-Septaine, Feux, Flavigny, Foëcy, Fussy, Gardefort, Garigny, Groises, Gron, Henrichemont, Herry, Humbligny, Ignol, Ivoy-le-Pré, Jalognes, Jars, Jussy-Champagne, Jussy-le-Chaudrier, Lantan, Lapan, Laverdines, Lazenay, Léré, Levet, Limeux, Lissay-Lochy, Lugny-Bourbonnais, Lugny-Champagne, Lunery, Mareuil-sur-Arnon, Marmagne, Marseilles-lès-Aubigny, Mehun-sur-Yèvre, Menetou-Couture, Menetou-Râtel, Menetou-Salon, Ménétréol-sous-Sancerre, Méry-ès-Bois, Montigny, Mornay-Berry, Morogues, Morthomiers, Moulins-sur-Yèvre, Nançay, Nérondes, Neuilly-en-Sancerre, Neuvy-Deux-Clochers, Neuvy-sur-Barangeon, Nohant-en-Goût, Le Noyer, Oizon, Osmery, Osmoy, Ourouer-les-Bourdelins, Parassy, Pigny, Plaimpied-Givaudins, Plou, Poisieux, Précy, Presly, Preuilly, Primelles, Quantilly, Quincy, Raymond, Rians, Saint-Bouize, Saint-Caprais, Saint-Céols, Saint-Denis-de-Palin, Saint-Doulchard, Saint-Éloy-de-Gy, Saint-Florent-sur-Cher, Saint-Georges-sur-Moulon, Saint-Germain-des-Bois, Saint-Germain-du-Puy, Saint-Hilaire-de-Gondilly, Saint-Just, Saint-Laurent, Saint-Léger-le-Petit, Saint-Martin-d'Auxigny, Saint-Martin-des-Champs, Saint-Michel-de-Volangis, Saint-Palais, Saint-Satur, Sainte-Gemme-en-Sancerrois, Sainte-Lunaise, Sainte-Solange, Sainte-Thorette, Saligny-le-Vif, Sancergues, Sancerre, Santranges, Savigny-en-Sancerre, Savigny-en-Septaine, Senneçay, Sens-Beaujeu, Serruelles, Sévry, Soulangis, Soye-en-Septaine, Le Subdray, Subligny, Sury-en-Vaux, Sury-ès-Bois, Sury-près-Léré, Tendron, Thauvenay, Thou, Trouy, Vailly-sur-Sauldre, Vasselay, Veaugues, Verdigny, Vignoux-sous-les-Aix, Villabon, Villegenon, Villeneuve-sur-Cher, Villequiers, Vinon, Vorly, Vornay, Vouzeron. |
| Chavignol       | |

- Nièvre (27) : Alligny-Cosne, Annay, Arquian, Bulcy, La Celle-sur-Loire, La Charité-sur-Loire, Cosne-Cours-sur-Loire, Donzy, Garchy, Mesves-sur-Loire, Myennes, Narcy, Neuvy-sur-Loire, Pougny, Pouilly-sur-Loire, Raveau, Saint-Andelain, Saint-Laurent-l'Abbaye, Saint-Loup, Saint-Martin-sur-Nohain, Saint-Père, Saint-Quentin-sur-Nohain, Saint-Vérain, Suilly-la-Tour, Tracy-sur-Loire, Varennes-lès-Narcy.
- Loiret (15) : Autry-le-Châtel, Beaulieu-sur-Loire, Bonny-sur-Loire, Cerdon, Cernoy-en-Berry, Châtillon-sur-Loire, Coullons, Faverelles, Ousson-sur-Loire, Pierrefitte-ès-Bois, Poilly-lez-Gien, Saint-Brisson-sur-Loire, Saint-Firmin-sur-Loire, Saint-Martin-sur-Ocre, Thou.

## Caractéristiques

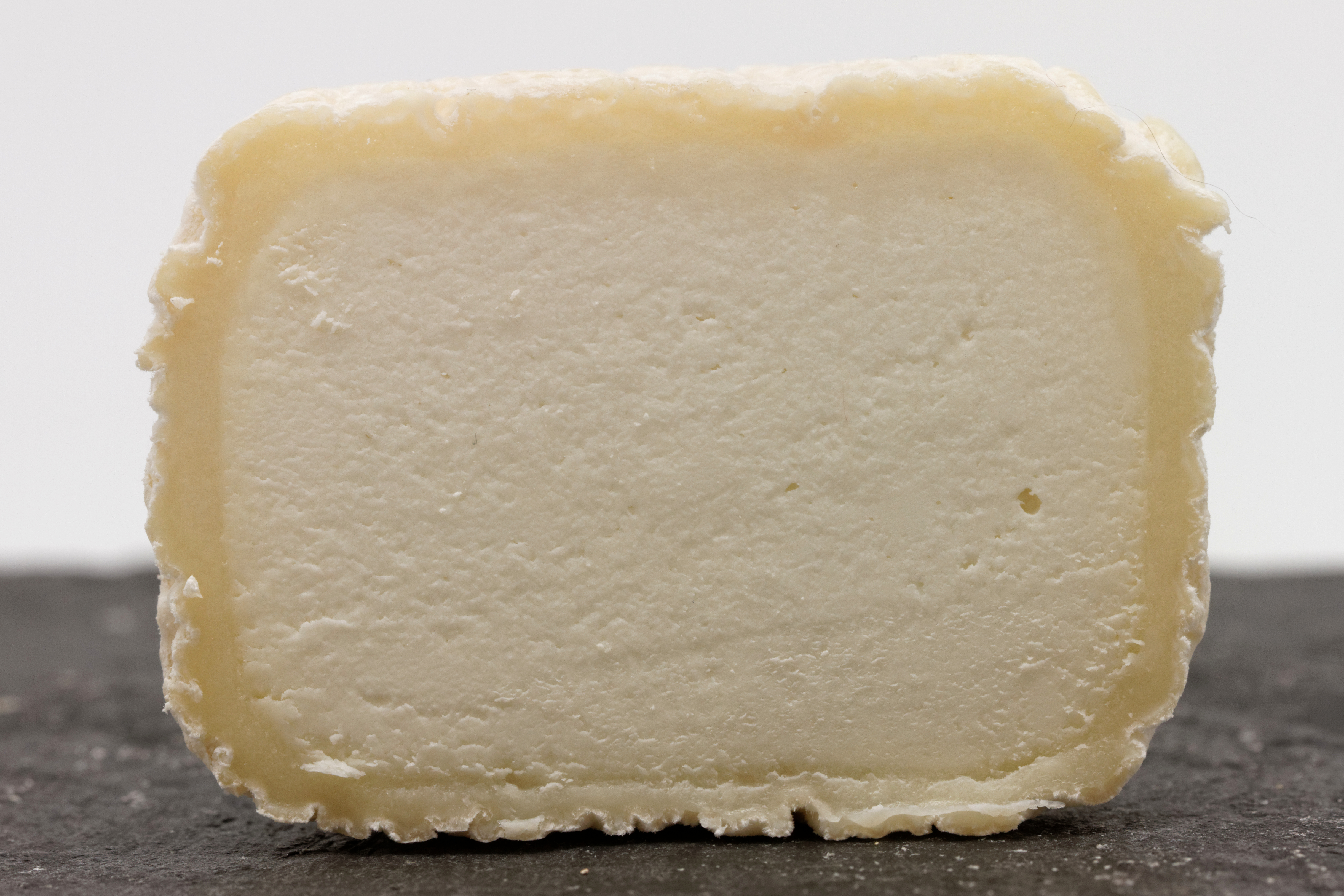
Texture du crottin de Chavignol.

Le crottin de Chavignol est un fromage au lait cru fabriqué à base de lait de chèvre entier, il est obtenu par coagulation lactique. Il se présente sous la forme d'un cylindre plat très légèrement bombé à sa périphérique. Le diamètre central, supérieur aux diamètres haut et bas, est la conséquence du retournement en moule obligatoire.
La croûte fine ivoire peut présenter ou non des moisissures blanches ou bleues allant jusqu'à un stade plus foncé, voire marron pour des fromages dits repassés. La pâte, blanche et relativement ferme, peut devenir cassante selon l'affinage.
Chaque fromage a un poids de matière sèche totale compris entre 37 et 45 grammes, son taux de matière grasse représente au minimum 45 % de la matière sèche, son poids total est compris entre 60 et 90 grammes en sortie d'entreprise.

## Élevage

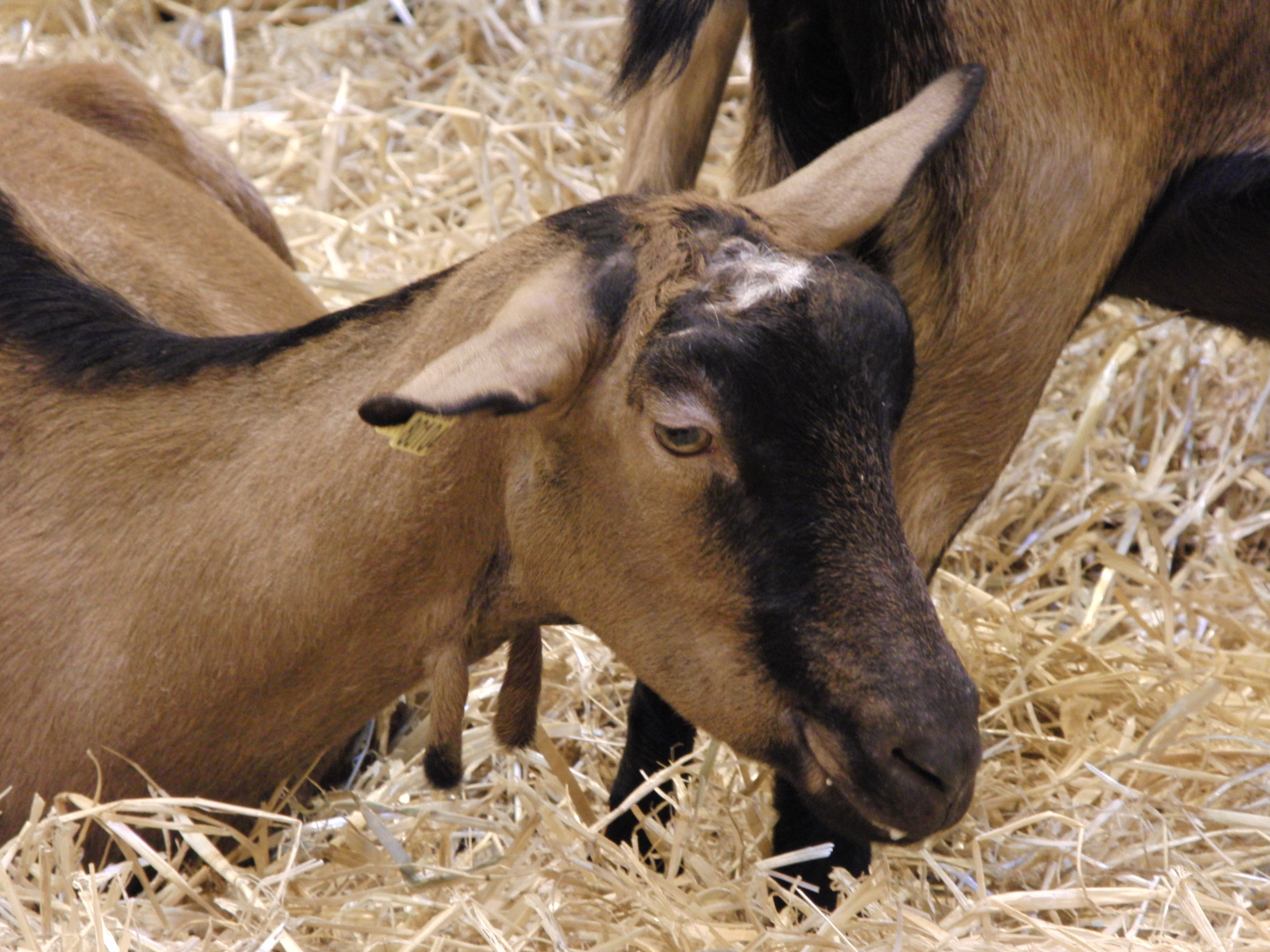
Chèvre alpine au salon de l'Agriculture de Paris.

Les chèvres devront toutes être de race alpine. Cette race est une très bonne laitière avec 800 litres sur une lactation de 260 jours. Elle donne un lait riche avec 3,5 % de matières grasses et 3,1 % de protéines.
Elles sont nourries via une ration alimentaire quotidienne composée au minimum de 75 % de nourriture produite dans l'aire géographique de l'AOP.

## Fabrication
Le fromage est fabriqué par coagulation lactique du lait de chèvre entier et cru, avec addition d'une faible quantité de présure.
Le fromage dit repassé est un fromage bleu affiné en atmosphère confinée qui lui permet de conserver un caractère moelleux.

## Production
Le fromage est fabriqué par des ateliers fermiers, artisanaux ou industriels.
La filière est composée de 70 producteurs de lait, 22 producteurs fromagers vendant à affineurs, 23 producteurs fermiers en vente directe, 3 affineurs et 1 transformateur (laiterie). La production portant le label AOP pour l'année 2015 est de 774 tonnes, ce qui représente 13 millions de crottins de Chavignol commercialisés, dont 31 % est fermière.